# Allá en el setenta y tantos
Allá en el setenta y tantos és una pel·lícula argentina dirigida per Francisco Mugica i protagonitzada per Silvana Roth al paper d'Élida Paso, personatge de ficció inspirat en la primera dama a estudiar una carrera universitària a l'Argentina. Va ser estrenada el 24 de maig de 1945.

## Argument
La pel·lícula relata la història de la cordovesa Élida Paso, en el film anomenada Cecilia Ramos, la primera dona a estudiar una carrera universitària a l'Argentina, a finals de la dècada del 1870. La inscripció de Paso a la Facultat de Medicina va ser rebutjada per la Universitat de Buenos Aires, i va anar a judici, que va guanyar, perquè es reconegués el seu dret a estudiar. El seu ingrés va produir un fort enfrontament entre els sectors conservadors i liberals, que va portar a conspiracions per evitar, que la jove obtingués el títol de metgessa.
La història té de fons a la guerra civil desencadenada per la Federalització de Buenos Aires, on es va exercir com a infermera i va ser condecorada pel president Nicolás Avellaneda.